# 貝倫 (博亞卡省)
貝倫是哥倫比亞的城鎮，位於該國東北部，由博亞卡省負責管轄，始建於1571年，面積143平方公里，海拔高度2,723米，主要經濟活動有畜牧業、採礦業、陶瓷業和旅遊業，2005年人口8,471。

## 外部連結
- （西班牙文） Belen official website （页面存档备份，存于）

6°05′N 72°55′W / 6.083°N 72.917°W